# Amerioppia meruensis
Amerioppia meruensis är en kvalsterart som först beskrevs av Balogh 1961.  Amerioppia meruensis ingår i släktet Amerioppia och familjen Oppiidae. Inga underarter finns listade i Catalogue of Life.